# Diplopterygium glaucoides
Diplopterygium glaucoides là một loài dương xỉ trong họ Gleicheniaceae. Loài này được Ching Ching ex P.S. Wang mô tả khoa học đầu tiên năm 2001.